# Гурджиан, Майкл
Майкл А. Гурджиан (Гюрджян; англ. Michael A. Goorjian; 4 февраля 1971, Сан-Франциско, США) — американский актёр, режиссёр, сценарист. Он известен по сериалу «Нас пятеро», фильмам «Покидая Лас-Вегас», «Чаплин», «Панк из Солт-Лейк-Сити». Лауреат премии «Эмми» за лучшего актёра второго плана в фильме «Мать Дэвида». В качестве режиссёра он известен по фильмам «Иллюзион» (2004), «Американец» (2022). Последний получил 19 наград на различных кинофестивалях. Всего принял участие в 59 фильмах и сериалах.

## Биография
Родился 4 февраля 1971 года в Сан-Франциско, США. Его отец армянин, а мать шотландка. 
Окончил Калифорнийский университет в Лос-Анджелесе. Первый большой голливудский прорыв Гурджиана случился в качестве танцора, когда в 1992 году он получил роль Скиттери в фильме Disney «Newsies» с  Кристианом Бейлом и Робертом Дювалем в главных ролях. Затем последовали роли в многочисленных фильмах, включая «Чаплин» с Робертом Дауни-младшим, «Вечно молодой» с Мелом Гибсоном, а также «Покидая Лас-Вегас», «Тяжёлый дождь» с Морганом Фрименом и Кристианом Слейтером, «Незримые», «Сломлённый» и другие.
Однако наибольшей известности он добился за свою роль подростка с аутизмом в телефильме CBS «Мать Дэвида» (1994) с Кирсти Элли в главной роли, за которую получил премию «Эмми». Преданность Гурджиана роли была настолько полной, что большинство членов съемочной группы поверили, что он действительно страдает аутизмом, а его удивительно реалистичная игра позволила ему обойти таких признанных профессионалов, как Алан Алда, Ричард Гир, Иэн Маккеллен и Мэтью Бродерик в борьбе за статуэтку.
Гурджиан получил признание за свой режиссёрский дебют «Иллюзион» (2004) — пронзительный фильм, который он написал, срежиссировал и в котором сыграл главную роль с Кирком Дугласом.
Он снял фильм «Американец» в 2022 году, получивший множество международных наград, открывший кинофестиваль «Золотой абрикос» в Ереване и признанный лучшим иностранным фильмом на 76-м Международном кинофестивале в Салерно, Италия.